# Nutt Bluff
Nutt Bluff (in lingua inglese: Falesia Nutt) è una falesia rocciosa che si innalza fino a 1.315 m a sudest dell'Alley Spur nel Dufek Massif dei Monti Pensacola, in Antartide. 
La denominazione è stata assegnata dall'Advisory Committee on Antarctic Names (US-ACAN), su proposta di Arthur B. Ford, leader del gruppo geologico dell'United States Geological Survey (USGS) nel Dufek Massif negli anni 1976-77, in onore di Constance J. Nutt, geologa della Stanford University che faceva parte del gruppo geologico dell'USGS.